# Lindera benzoin

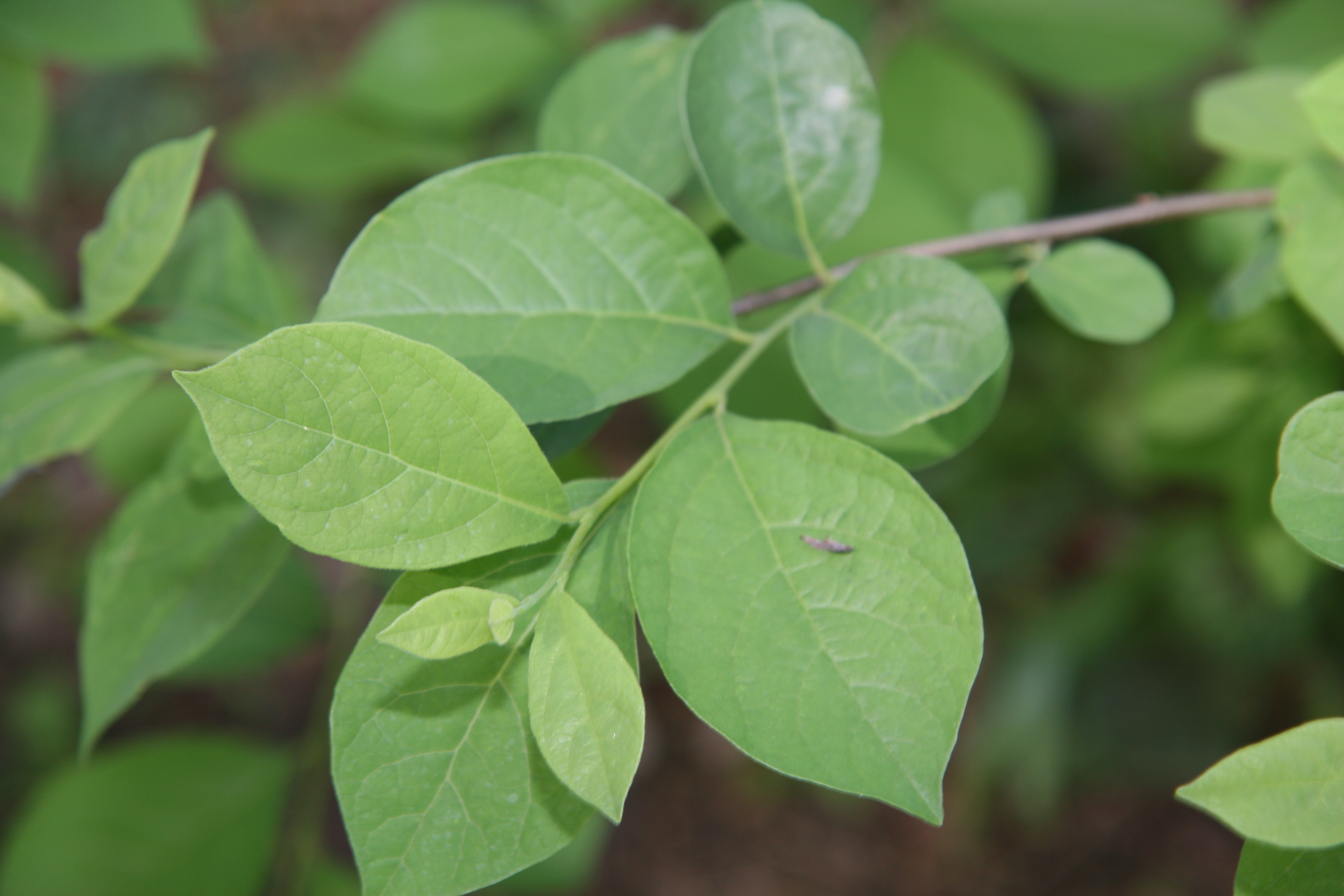
Blätter

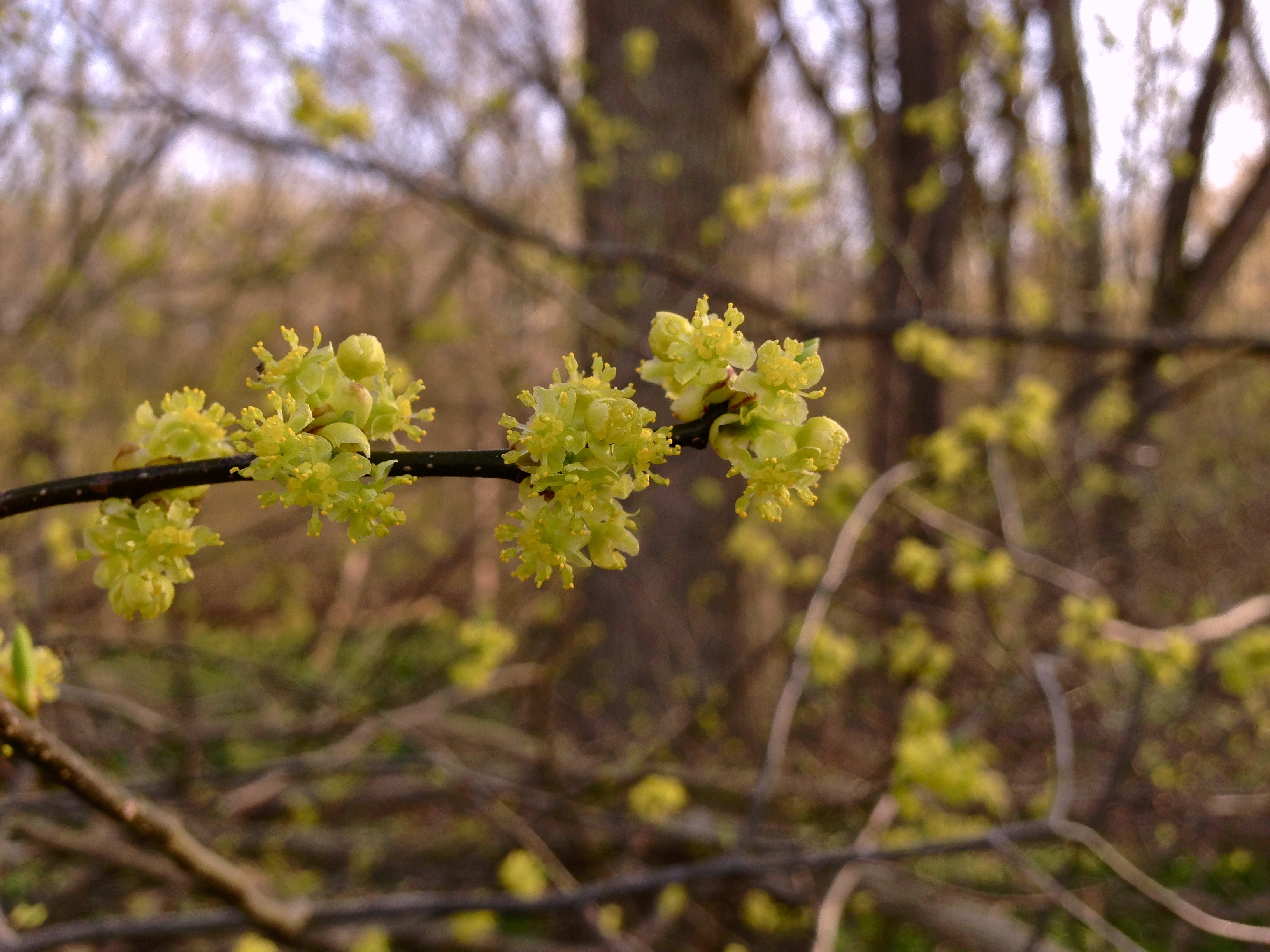
Blütenstände

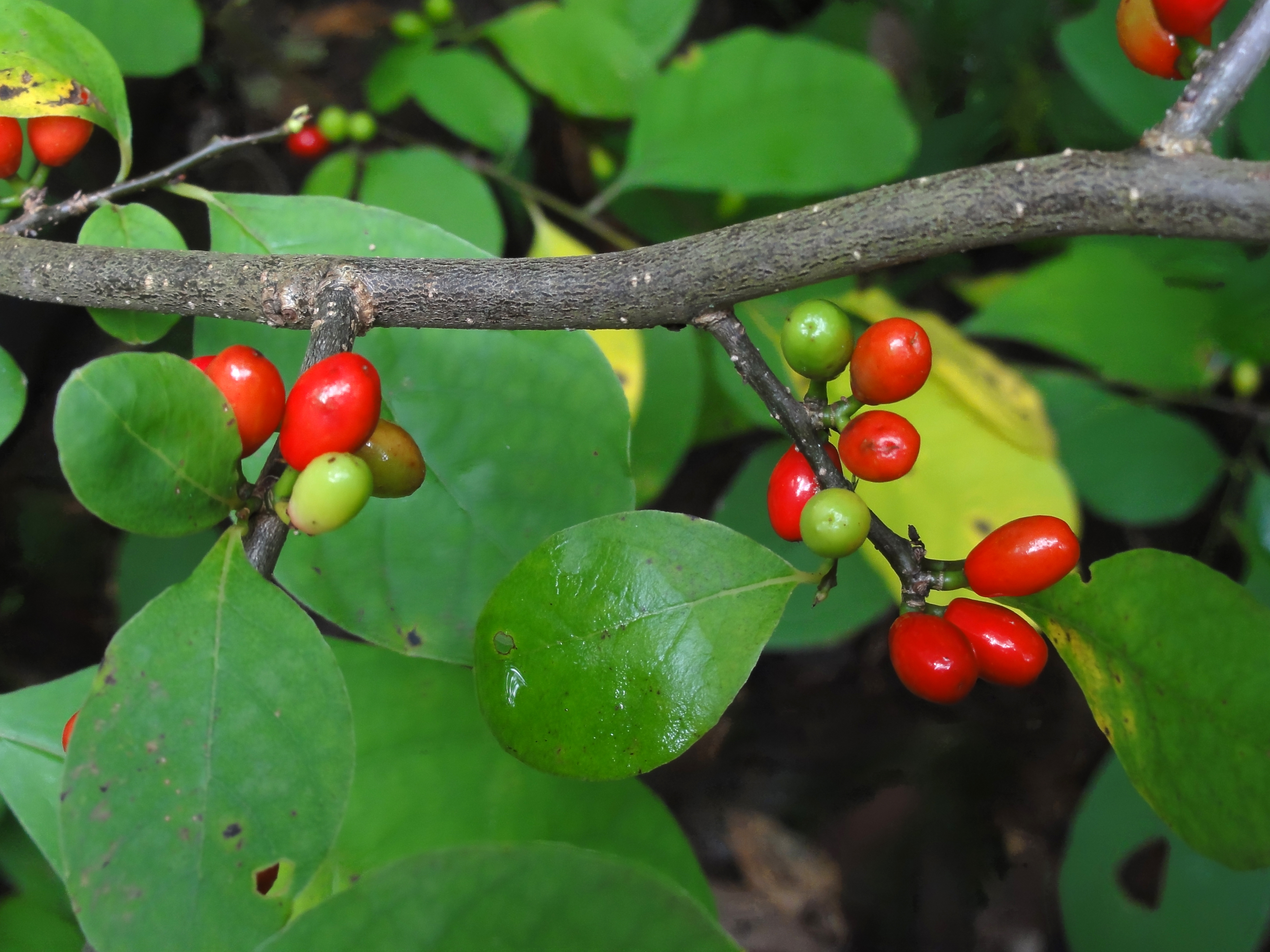
Früchte

Lindera benzoin oder der Gewürzbusch, Fieberbusch, das Gewürzholz, der (Wohlriechende) Fieberstrauch sowie Benzoelorbeer und Falscher Benzoëbaum (auch für Terminalia bentzoe), ist eine Pflanzenart aus der Familie der Lorbeergewächse aus den südlichen und östlichen USA und dem südöstlichen Kanada.

## Beschreibung
Lindera benzoin wächst als laubabwerfender, reich verzweigter, aromatischer Strauch bis etwa 3–4,5 Meter hoch. Die relativ glatte Borke ist bräunlich bis gräulich mit einigen Lentizellen.
Die wechselständigen, einfachen Laubblätter sind kurz gestielt. Der kurze und kahle bis leicht behaarte Blattstiel ist bis etwa 1,2 Zentimeter lang. Die dünnen, leicht ledrigen, kahlen, bespitzten bis spitzen, etwa 6,5–14,5 Zentimeter langen Blätter sind ganzrandig und eiförmig bis verkehrt-eiförmig oder elliptisch. Sie sind oberseits fast kahl und unterseits hell- bis fahlgrün sowie leicht behaart bis kahl. Die Herbstfärbung ist gelb. Die zerriebenen Blätter sind stark aromatisch.
Lindera benzoin ist zweihäusig diözisch. Die Blüten erscheinen in kleinen, dichten und achselständigen, wenigblütigen Büscheln, Knäueln vor den Blättern. Es sind jeweils einige bootförmige Tragblätter vorhanden. Die sehr kleinen, gelb-grünen, funktionell eingeschlechtlichen und dreizähligen Blüten mit einfacher Blütenhülle, die Kronblätter fehlen, sind kurz gestielt. Es sind 6 kleine, petaloide und längliche Kelchblätter in zwei Kreisen vorhanden. Die leicht größeren männlichen Blüten besitzen 9 Staubblätter in drei Kreisen, die inneren 3 besitzen Nektardrüsen an der Basis, und einen Pistillode. Aus den sich klappig öffnenden Antheren hängen jeweils oben die Pollensäcke heraus. Die weiblichen Blüten besitzen einen oberständigen Fruchtknoten mit relativ kurzem Griffel mit kopfiger Narbe und 6–9 oder mehr nektarproduzierende Staminodien (Staminodialnektarien).
Es werden kleine, rote, etwa 0,6–1,1 Zentimeter lange und eiförmige bis verkehrt-eiförmige oder ellipsoide, glatte, glänzende, einsamige, dünnfleischige Beeren gebildet. Die ellipsoiden Samen sind bis 6–9 Millimeter lang.
Die Chromosomenzahl beträgt 2n = 24.
Die Pflanzen sind sehr frosthart.

## Taxonomie
Das Basionym Laurus benzoin wurde 1753 von Carl von Linné in Species Plantarum, Tomus I, S. 370  erstbeschrieben. Die Art wurde von Carl Ludwig Blume in Museum botanicum Lugdunu-Batavum ..., Band 1, S. 324, 1851 als Lindera benzoin (L.) Blume in die Gattung Lindera gestellt. Synonyme sind z. B. Benzoin aestivale (L.) Nees, Benzoin benzoin Coult. und Lindera benzoin var. pubescens (E.J.Palmer & Steyerm.) Rehder.

## Verwendung
Die getrockneten Früchte können als Ersatz für Piment verwendet werden. Auch die Blätter können als Gewürz genutzt werden.
Aus den jungen Blättern, Zweigen und Früchten kann ein aromatischer Tee bereitet werden.
Die junge Rinde kann zur Munderfrischung gekaut werden.
Die Rinde, Zweige und Früchte bzw. auch Fruchtöl werden medizinisch genutzt.
Aus den Zweigen und der Rinde wird ein nach Wintergrün riechendes Öl gewonnen. Auch aus den Früchten kann ein aromatisches Öl gewonnen werden.